# Achille Superbi
Achille Superbi (Bondeno, 13 settembre 1959) è un disegnatore e caricaturista italiano.
Dopo aver ottenuto il diploma nel 1977 al 1° Liceo artistico di Torino, trova impiego per qualche anno presso agenzie pubblicitarie.
Dal 1982 lavora al Centro di Produzione RAI di Torino diventando successivamente coordinatore dell'Area Grafica. Un anno dopo inizia una collaborazione con Aldo Biscardi e il suo Processo. Nel 1984 comincia a lavorare anche per giornali, riviste e case editrici, disegnando caricature principalmente a tema sportivo.
Negli anni novanta collabora a tre edizioni dell'album Calciatori Panini, disegnando le caricature dei protagonisti del campionato italiano.

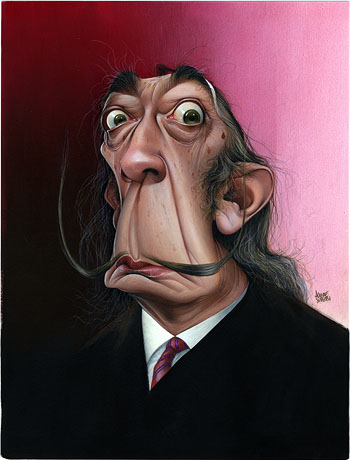
Caricatura di Salvador Dalí eseguita da Superbi

## Collaborazioni
- Sport Master
- Ulisse 2000
- Autosprint
- Hurrà Juventus
- Guerin Sportivo
- Figurine Panini
- Almanacco di Frate Indovino
- Panorama Economy
- Monthly
- Sport Comuni

## Premi
- Dattero d'argento e premio "Consiglio d'Europa" al "42º Salone Internazionale dell'Umorismo" di Bordighera
- Primo premio "La lumaca che sorride" a Eurohumor 1989
- Palma d'oro al "45º Salone Internazionale dell'Umorismo" di Bordighera
- Primo premio "Lutin d'Or" al "Festival International de la Caricature" di St. Esteve
- Premio speciale della Giuria " alla "XVIII Biennale Internazionale dell'Umorismo" nell'arte di Tolentino
- Primo premio "Humor & Vigne" di Jonzac
- Menciòn d'Honor al "IV Certamen Internacional di Santa Cruz" de Tenerife
- Primo premio " Luigi Mari" alla "XXI Biennale Internazionale dell'Umorismo nell'arte" di Tolentino
- Secondo Premio all'"International Cartoonfestival Wolsberg 2002"
- Primo Premio "FECO Argentina International Cartoon Contest" a Buenos Aires
- Primo Premio al "VII Certamen Internacional di Santa Cruz" di Tenerife
- Special Pize al "4th Courage Contest" di Taiwan
- Premio "Stefan Banica" al "World's Festival of Cartoons" a Calarasi
- Primo Premio al "Footnet Cartoon Contest" a Tehran
- Terzo Premio al "VI Porto Cartoon World Festival" a Porto
- XXXII Premio Satira Politica a Forte dei Marmi
- Primo Premio al "1st International IACC Cartoon & Animation Competition" a Pechino
- Primo Premio sezione "Caricatura" alla "XVII Rassegna Nazionale Umorismo e Satira" di Dolo
- "Miglior Opera elaborata al computer" a "Eurohumor 2007"
- "Premio Speciale della Giuria" al "The Third International Cartoon Contest" in Syria
- Primo Premio "World Press Cartoon" a Sintra
- Primo Premio al "World's Festival of Cartoons" a Calarasi.
- "Honourable Mention" al "XI PortoCartoon World Festival" a Porto.
- Primo Premio al "Concorso Fratelli d'Italia".